# Made in Germany – Ein Leben für Zeiss
 Made in Germany – Ein Leben für Zeiss ist ein Historienfilm aus dem Jahre 1957. Er erzählt und handelt von der Entwicklung der berühmten Zeiss-Mikroskope und dem Leben des Physikers Ernst Abbe. Der Film wurde am 24. Januar 1957 uraufgeführt.

## Handlung
In seinen Werkstätten in Jena finanziert der Unternehmer Carl Zeiss die Arbeit des Physikers Ernst Abbe und des Werkmeisters Löber: ein Mikroskop, das nicht durch Pröbeln, sondern durch exakte Berechnungen geschaffen wird. Dieses soll verbessert werden, um Einsicht in die Welt der Kleinstlebewesen zu geben, dem Schlüssel zur erfolgreichen Behandlung vieler tödlicher Krankheiten. Doch das neue Mikroskop ist schlechter als die alten, die Formel muss also noch einen Fehler enthalten. Zeiss ist am Ende seiner Zahlungsfähigkeit und denkt daran aufzugeben. Während einer Vorlesung an der Universität Jena sieht Abbe plötzlich ein Funkeln in der Brosche einer Zuhörerin. Dieses Lichtspiel schenkt ihm einen Geistesblitz und er findet den Fehler in seinen Berechnungen. Auch sucht er die Zusammenarbeit mit Otto Schott, den er nach Jena holt, um eine Glashütte aufzubauen. Schließlich ist es soweit: Abbes harte Arbeit ist von Erfolg gekrönt, das neue Mikroskop erfüllt die Erwartungen. Aber schon bald kann Zeiss die Nachfrage aus dem In- und vor allem aus dem Ausland nicht mehr befriedigen.
In England nennt man die neuen Mikroskope auch die „Abbies“, während die amerikanischen Aufkäufer erstaunt sind, dass so ein kleines Unternehmen einen solchen Weltruf besitzt. Aus den Werkstätten wird mit Hilfe eines von Bismarck bewilligten Kredits das erste Zeiss-Werk, in dem Abbe und Zeiss als gleichberechtigte Partner wirken. Als Zeiss wenige Jahre später stirbt, macht Abbe sämtliche Angestellten zu Teilhabern. Er überführt das Eigentum an der Firma durch sein Testament in eine Stiftung. Schon vom Tod gezeichnet, dankt ihm die gesamte Belegschaft für sein selbstloses Arbeiten, das nie nach persönlichem Ruhm, sondern immer nach dem allgemeinen Wohl gestrebt hat.

## Kritik
„In der Inszenierung wenig originell, fesselt der Film trotz einiger Rührseligkeiten aufgrund seiner Thematik und der gepflegten Darstellung“, befand der film-dienst. Cinema nannte den Film „etwas sentimental, aber überraschend spannend.“